# 加斯东·热拉尔体育场
加斯东·热拉尔體育場（法語：Stade Gaston Gérard）是一座位於法國第戎多功能體育場，目前該球場主要用於足球比賽，並且是法國足球甲級聯賽球隊第戎FCO的主場球場。體育場容納人數目前可達15,995人。

## 外部連結
- Dijon stadium entry（页面存档备份，存于）